# Proces egzoenergetyczny
Proces egzoenergetyczny – proces fizyczny, w którym wydzielana jest energia co podnosi temperaturę układu i otoczenia (w zależności od układu termodynamicznego). Przykładem procesu egzoenergetycznego jest chemiczna reakcja egzoenergetyczna.